# Wisoka
Wisoka (bułg. Висока) – wieś w Bułgarii, w obwodzie Kyrdżali, w gminie Kyrdżali. Obecnie już zamieszkiwana przez jednego człowieka.